# Club Atlético River Plate 2000-2001
Questa voce raccoglie le informazioni riguardanti il Club Atlético River Plate nelle competizioni ufficiali della stagione 2000-2001.

## Stagione
In entrambe le fasi del campionato, Apertura e Clausura, il River si classifica al secondo posto. La squadra di Gallego disputa un buon Apertura, grazie alle reti di Ángel, Cardetti e Saviola, che contribuiscono a registrare, al termine della stagione, il miglior attacco del campionato. Nel Clausura accade lo stesso: il posto in classifica è il medesimo, e anche il numero di reti segnate supera quello delle altre squadre. In Libertadores la compagine supera la prima fase e gli ottavi, ma viene eliminata dal Cruz Azul nei quarti.

## Maglie e sponsor
Lo sponsor tecnico per la stagione 2000-2001 è Adidas, mentre lo sponsor ufficiale è Quilmes.
| Casa | Trasferta | Terza |

## Rosa
| N. |                      | Ruolo | Calciatore           |
| -- | -------------------- | ----- | -------------------- |
|    | Argentina (bandiera) | P     | Roberto Bonano       |
|    | Argentina (bandiera) | P     | Franco Costanzo      |
|    | Argentina (bandiera) | P     | Alejandro Saccone    |
|    | Argentina (bandiera) | P     | Darío Sala           |
|    | Argentina (bandiera) | D     | Norberto Acosta      |
|    | Paraguay (bandiera)  | D     | Celso Ayala          |
|    | Argentina (bandiera) | D     | Eduardo Berizzo      |
|    | Argentina (bandiera) | D     | Ariel Franco         |
|    | Argentina (bandiera) | D     | Ariel Garcé          |
|    | Argentina (bandiera) | D     | Eduardo Lermée       |
|    | Argentina (bandiera) | D     | Gustavo Lombardi     |
|    | Argentina (bandiera) | D     | Juan Manuel Martínez |
|    | Argentina (bandiera) | D     | José María Paz       |
|    | Argentina (bandiera) | D     | Diego Placente       |
|    | Paraguay (bandiera)  | D     | Ricardo Rojas        |
|    | Paraguay (bandiera)  | D     | Pedro Sarabia        |
|    | Argentina (bandiera) | D     | Roberto Trotta       |
|    | Colombia (bandiera)  | D     | Mario Yepes          |
|    | Argentina (bandiera) | C     | Pablo Aimar          |
|    | Argentina (bandiera) | C     | Damián Álvarez       |
|    | Argentina (bandiera) | C     | Leonardo Astrada     |
|    | Argentina (bandiera) | C     | Diego Barrado        |
|    | Argentina (bandiera) | C     | Martín Miguel Cortés |

| N. |                      | Ruolo | Calciatore            |
| -- | -------------------- | ----- | --------------------- |
|    | Argentina (bandiera) | C     | Eduardo Coudet        |
|    | Argentina (bandiera) | C     | Andrés D'Alessandro   |
|    | Argentina (bandiera) | C     | Hernán Díaz           |
|    | Argentina (bandiera) | C     | Marcelo Escudero      |
|    | Argentina (bandiera) | C     | Leonel Gancedo        |
|    | Argentina (bandiera) | C     | Javier Gandolfi       |
|    | Argentina (bandiera) | C     | Marcelo Gómez         |
|    | Argentina (bandiera) | C     | Claudio Husaín        |
|    | Argentina (bandiera) | C     | Cristian Raúl Ledesma |
|    | Argentina (bandiera) | C     | Daniel Ludueña        |
|    | Argentina (bandiera) | C     | Ariel Ortega          |
|    | Argentina (bandiera) | C     | Gabriel Pereyra       |
|    | Argentina (bandiera) | C     | Guillermo Pereyra     |
|    | Uruguay (bandiera)   | C     | Adrian Sarkisian      |
|    | Argentina (bandiera) | C     | Víctor Zapata         |
|    | Colombia (bandiera)  | A     | Juan Pablo Ángel      |
|    | Argentina (bandiera) | A     | Martín Cardetti       |
|    | Argentina (bandiera) | A     | Cristian Castillo     |
|    | Argentina (bandiera) | A     | Fernando Cavenaghi    |
|    | Argentina (bandiera) | A     | Carlos Chacana        |
|    | Paraguay (bandiera)  | A     | Nelson Cuevas         |
|    | Argentina (bandiera) | A     | Adrián Romero         |
|    | Argentina (bandiera) | A     | Javier Saviola        |

## Statistiche

### Statistiche di squadra
| Competizione          | Punti | Totale | Totale | Totale | Totale | Totale | Totale | DR  |
| Competizione          | Punti | G      | V      | N      | P      | Gf     | Gs     | DR  |
| --------------------- | ----- | ------ | ------ | ------ | ------ | ------ | ------ | --- |
| Campionato - Apertura | 37    | 19     | 10     | 7      | 2      | 41     | 24     | +17 |
| Campionato - Clausura | 41    | 19     | 13     | 2      | 4      | 48     | 27     | +21 |
| Libertadores          | -     | 10     | 5      | 1      | 4      | 18     | 11     | +7  |
| Totale                | -     |        |        |        |        |        |        | -   |